# Argus (Prozessrechner)
Argus ist die Bezeichnung einer Prozessrechnerfamilie des britischen Herstellers Ferranti Limited.

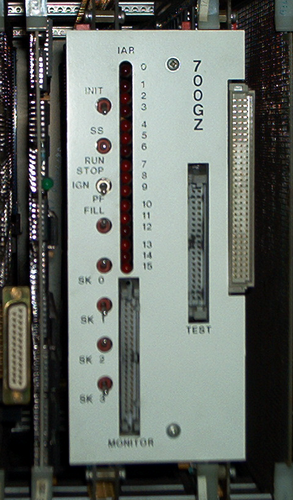
Argus 700GZ CPU

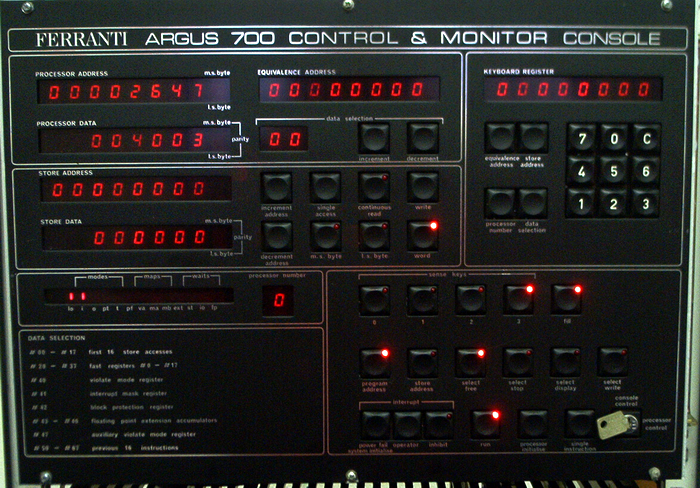
Argus 700 Monitor Konsole

## Geschichte
Die Argus Rechner wurden etwa von 1960 bis 1995 gebaut und sind teilweise bis zum heutigen Tag in Betrieb. Die Argus Rechner wurden mit der Bezeichnung Argus 100, Argus 200 etc. bis zum Argus 700 gebaut. Das bekannteste Modell ist zweifellos der Argus 700 der bereits Ende der 1970er Jahre als Multiprozessorsystem installiert wurde. Das OSC245 Betriebssystem der Argus Rechner unterstützt Multiuser, Multitasking und Multiprozessor Eigenschaften.

## Argus 700
Argus 700 Prozessrechner wurden stetig weiter entwickelt. Angefangen bei den E/T Typen in TTL-Technik ging es über den ARGUS 700S in ECL-Technik weiter zu dem G/GC-Typ. Letzterer unterstützte bereits den Einsatz von CPU-Caches. Mit den GL, GX und zwei unterschiedlich schnellen GZ-Typen erschienen immer schnellere Prozessoren im Laufe der 1980er und frühen 1990er Jahre. Nicht zu vergessen ist ein weiterer Vertreter der ARGUS 700 Serie, ausgelegt für den VME-Bus, der ARGUS 700GV. Vom Argus 700 wurden mehr als 1500 Systeme weltweit installiert.